# Београдски балкански троугао

Београдски балкански троугао је регионални часопис за ангажовану књижевност који објављује Друштво књижевника Београда. Први број часописа је објављен у априлу 2016. године. Часопис се оригинално звао Балканске вертикале (ISSN 2466-4227).

## Периодичност
Београдски балкански троугао излазе три пута годишње. 
Часопис се објављује у штампаном облику и укупни тираж се креће око 300 примерака по броју.

## Аутори прилога
У часопису су заступљени аутори из свих држава насталих од бивше Југославије. 

## Уредници
- Срђан Симеуновић Сендан, главни уредник,
- Александар Блажевић, идејни оснивач,
- Мирјана Новокмет,
- Зоран Илић, уредник за прозу,
- Горан Кљајић